# Yoshida Akio
Yoshida Akio (吉田 明生 (Cát Điền Minh Sinh) Yoshida Akio, sinh ngày 3 tháng 12 năm 1986) là một cầu thủ bóng đá người Nhật Bản thi đấu cho YSCC Yokohama ở J3 League. Anh là đội trưởng đội bóng.

## Thống kê câu lạc bộ
Cập nhật đến ngày 23 tháng 2 năm 2018.
| Thành tích câu lạc bộ | Thành tích câu lạc bộ | Thành tích câu lạc bộ | Giải vô địch | Giải vô địch | Cúp                   | Cúp                   | Tổng cộng | Tổng cộng |
| Mùa giải              | Câu lạc bộ            | Giải vô địch          | Số trận      | Bàn thắng    | Số trận               | Bàn thắng             | Số trận   | Bàn thắng |
| Nhật Bản              | Nhật Bản              | Nhật Bản              | Giải vô địch | Giải vô địch | Cúp Hoàng đế Nhật Bản | Cúp Hoàng đế Nhật Bản | Tổng cộng | Tổng cộng |
| --------------------- | --------------------- | --------------------- | ------------ | ------------ | --------------------- | --------------------- | --------- | --------- |
| 2010                  | Arte Takasaki         | JFL                   | 17           | 0            | 1                     | 0                     | 18        | 0         |
| 2011                  | YSCC Yokohama         | JRL (Kantō, Div. 1)   | 14           | 5            | 1                     | 0                     | 15        | 5         |
| 2012                  | YSCC Yokohama         | JFL                   | 32           | 7            | 2                     | 2                     | 34        | 9         |
| 2013                  | YSCC Yokohama         | JFL                   | 34           | 7            | -                     | -                     | 34        | 7         |
| 2014                  | YSCC Yokohama         | J3 League             | 33           | 10           | 2                     | 1                     | 35        | 11        |
| 2015                  | YSCC Yokohama         | J3 League             | 36           | 4            | 0                     | 0                     | 36        | 4         |
| 2016                  | YSCC Yokohama         | J3 League             | 30           | 1            | –                     | –                     | 30        | 1         |
| 2017                  | YSCC Yokohama         | J3 League             | 29           | 2            | 1                     | 0                     | 30        | 2         |
| Tổng                  | Tổng                  | Tổng                  | 225          | 36           | 7                     | 3                     | 232       | 39        |